# Adelpherupa typicota
Adelpherupa typicota là một loài bướm đêm trong họ Crambidae.